# Chlorangiogloea
Chlorangiogloea, monotipski rod zelenih algi smješten u porodicu Chlorangiopsidaceae i neutvrđeni red razreda Chlorophyceae. Jedina je vrsta slatkovodna alga iz Ukrajine, C. consociata

## Sinonimi
- Gloeochloris consociata Korshikov 1932
- Chlorangiella consociata (Korshikov) Fott 1972